# Andor (serial)
Andor este un serial TV american creat de Tony Gilroy pentru serviciul de streaming Disney+. Este un prequel al Rogue One: O poveste Star Wars (2016), urmărind personajul Cassian Andor (interpretat de Diego Luna) cu cinci ani înainte de evenimentele din film.

## Episoade
| Nr. | Titlu | Regizat de  | Scris de    | Data lansării  |
| --- | ----- | ----------- | ----------- | -------------- |
| 1   |       | Toby Haynes | Tony Gilroy | 31 august 2022 |
| 2   |       | Toby Haynes | Tony Gilroy | 31 august 2022 |
| 3   |       | Toby Haynes | Tony Gilroy |                |

Ben Caron și Susanna White de asemenea sunt regizori ai episoadelor.